# Громадський будинок (Прага)
Громадський будинок (чеськ. Obecní dům) — культурний і громадський центр міста Праги, столиці Чехії, репрезантивна празька будівля, споруджена у 1906–1911 роках в стилі сецесії.
В громадському будинку діють: кафе, ресторан, винний ресторан, концертні зали, виставкові зали.
Внутрішні стіни розписані низкою чеських художників, які народилися у першому десятилітті 20 століття.

## Історія
Місце, де знаходиться громадський будинок, відоме тим, що з кінця 14 і до 15 століття тут знаходився королівський двір — резиденція чеських королів, починаючи з Вацлава IV і закінчуючи Владиславом ІІ. Меморіальна дошка на будівлі вказує на те, що з 1454 року тут жив земський правитель, а з 1458 року чеський король Їржі з Подєбрад.